# مقهى عادل (مقاطعة فيروزآباد)
مقهى عادل (بالفارسية: قهوخانه عدال) هي human-geographic territorial entity تقع في فارس في إيران.